# 吉顺丝房
吉顺丝房，其旧址位于中国辽宁省沈阳市沈河区中街172号。目前，吉顺丝房被批准为沈阳市文物保护单位。

## 历史
吉顺丝房由山东龙口黄县林氏家族于1914年创办，由经营桄丝作坊发展而来，故取丝房之名，首任经理为王敬三。起初，吉顺丝房为二层砖楼建筑。经几年经营，吉顺丝房发展为沈阳市规模最大的丝房字号。1925年，吉顺丝房进行大规模扩建，在旧址将原来的二层砖楼改建成五开间五层壮观的门市大厦。

## 建筑
现存吉顺丝房大楼建于1925年，由留学建筑师穆继多设计。建筑为砖混结构地上五层，建筑面积为2336平方米。建筑内部设有电梯、电扇、暖气。建筑立面采用三段式构图，富有巴洛克式风格，基段由通高两层的8根壁柱构成，中间两根壁柱为圆形，两侧为方形。建筑顶端设有覆绿色穹隆八角形大亭。大楼在动工之初，因占地面积大，地基需东扩。然而，大楼东南侧存有另一字号同益成，吉顺丝房最终成为“缺角大楼”。